# Toe (gruppo musicale)
I Toe (トー, Tō) sono una band giapponese nata nel 2000 a Tokyo. Appartengono al genere post-rock anche se le strutture e le dinamiche delle loro canzoni li avvicina a molti artisti del genere math-rock.

## Carriera
La band si forma originariamente nel 2000, quando il chitarrista Yamazaki Hirokazu decide di abbandonare la sua vecchia band screamo-emo, e invita l'altro chitarrista Mino Takaaki a unirsi a lui. Da li a poco si aggregheranno il batterista Kashikura Takashi e il bassista Yamane Satoshi. Nel 2001 iniziano a performare live, e due anni dopo pubblicano il loro primo EP songs, ideas we forgot.
Nel 2005 pubblicano il loro primo album in studio The Book About My Idle Plot on a Vague Anxiety sotto la label CATUNE.Poco dopo fondano la propria label indipendente, la Machu Picchu Industries, che include le band Mouse on the keys, gli Enemies e i Tangled Hair. Nel 2006 pubblicano il loro primo DVD, RGBDVD, e nello stesso anno il nuovo EP New Sentimentality.
Nel 2009 pubblicano un EP in collaborazione con i Collections of Colonies of Bees, e il 9 dicembre dello stesso anno pubblicano il secondo album in studio, For Long Tomorrow, dove introducono nuovi elementi come le tastiere Rhodes, chitarre acustiche e una leggera parte vocale. Dopo il tour dell'album nel 2010 pubblicano il secondo DVD, Cut_DVD.
Nel 2012 pubblicano l'EP the future is now, distribuito dalla Topshelf Records negli Stati Uniti e dalla Big Scary Monsters in Europa e in Inghilterra. Successivamente la Topshelf Records ha ridistribuito la maggior parte del catalogo dei Toe su vinile. Inoltre nello stesso anno pubblicano il terzo DVD, 8 Days EU Tour.
Nel 2015 la band pubblica il terzo album in studio, Hear You. Acclamato in modo abbastanza positivo dalla critica, l'album è più focalizzato sulla parte vocale rispetto ai precedenti lavori, condito da influenze hip-hop.
Il 24 gennaio 2018 pubblicano una compilation di inediti e remix, intitolata That's Another Story, e il 22 agosto dello stesso anno pubblicano l'EP Our Latest Number.
Il 6 marzo 2021 pubblicano l'album 独演会 "DOKU-EN-KAI", registrazione del concerto tenutosi al le Poisson Rouge a New York nel 2019. In quell'anno hanno contribuito alla colonna sonora della serie animata Sonny Boy, con la canzone サニーボーイ・ラプソディ (SONNY BOY RHAPSODY), contenuta nell'album che pubblicheranno nel 2024, intitolato Now I See the Light.

## Stile musicale
La stragrande maggioranza della musica dei Toe è strumentale, caratterizzata da una batteria molto dinamica e ben mescolata a chitarre melodiche e dal suono pulito. Takashi, il batterista, è molto venerato nei circoli math-rock, la sua batteria è considerata l'attrazione principale della band fin dagli esordi. Nella recensione di AllMusic riguardo The Book About My Idle Plot on a Vague Anxiety la batteria viene definita come "la stella della band". Lars Gotrich di NPR elogia Takashi, ritenendolo "capace di una precisione degna di Questlove e soul in un momento, e di un caos ciclonico nel momento successivo", e spiega che i Toe sono diversi dalle altre band del genere perché "capaci di raccontare storie brevi e concise in canzoni pop estatiche, contorte e complesse dalla durata minore di cinque minuti".

## Formazione
- Hirokazu Yamazaki (山嵜廣和?, Yamazaki Hirokazu) – chitarra
- Satoshi Yamane (山根さとし?, Yamane Satoshi) – basso
- Takaaki Mino (美濃隆章?, Mino Takaaki) – chitarra
- Takashi Kashikura (柏倉隆史?, Kashikura Takashi) – batteria

## Discografia

### Album in studio
- 2005 – The Book About My Idle Plot on a Vague Anxiety
- 2009 – For Long Tomorrow
- 2015 – Hear You
- 2024 – Now I See the Light

### Album live
- 2021 – 独演会 "Doku-En-Kai"

### Album remix
- 2003 – Re:designed

### EP
- 2003 – Songs, Ideas We Forgot
- 2006 – New Sentimentality
- 2008 – New Sentimentality "Tour Edition"
- 2009 – Toe/Collection of Colonies of Bees
- 2012 – The Future Is Now
- 2018 – Our Latest Number

### Raccolte
- 2018 – That's Another Story

### DVD live
- 2005 – RGBDVD
- 2010 – CUT_DVD
- 2012 – 8 Days DVD
- 2021 – Doku en Kai